# إليسا بريتون
إليسا بريتون (بالفرنسية: Elisa Breton)‏ هي فنانة فرنسية، ولدت في 25 أبريل 1906 في فينيا ديل مار في تشيلي، وتوفيت في 5 أبريل 2000 في لي كرملين-بيسيتر في فرنسا.